# Georg Weissel (Widerstandskämpfer)

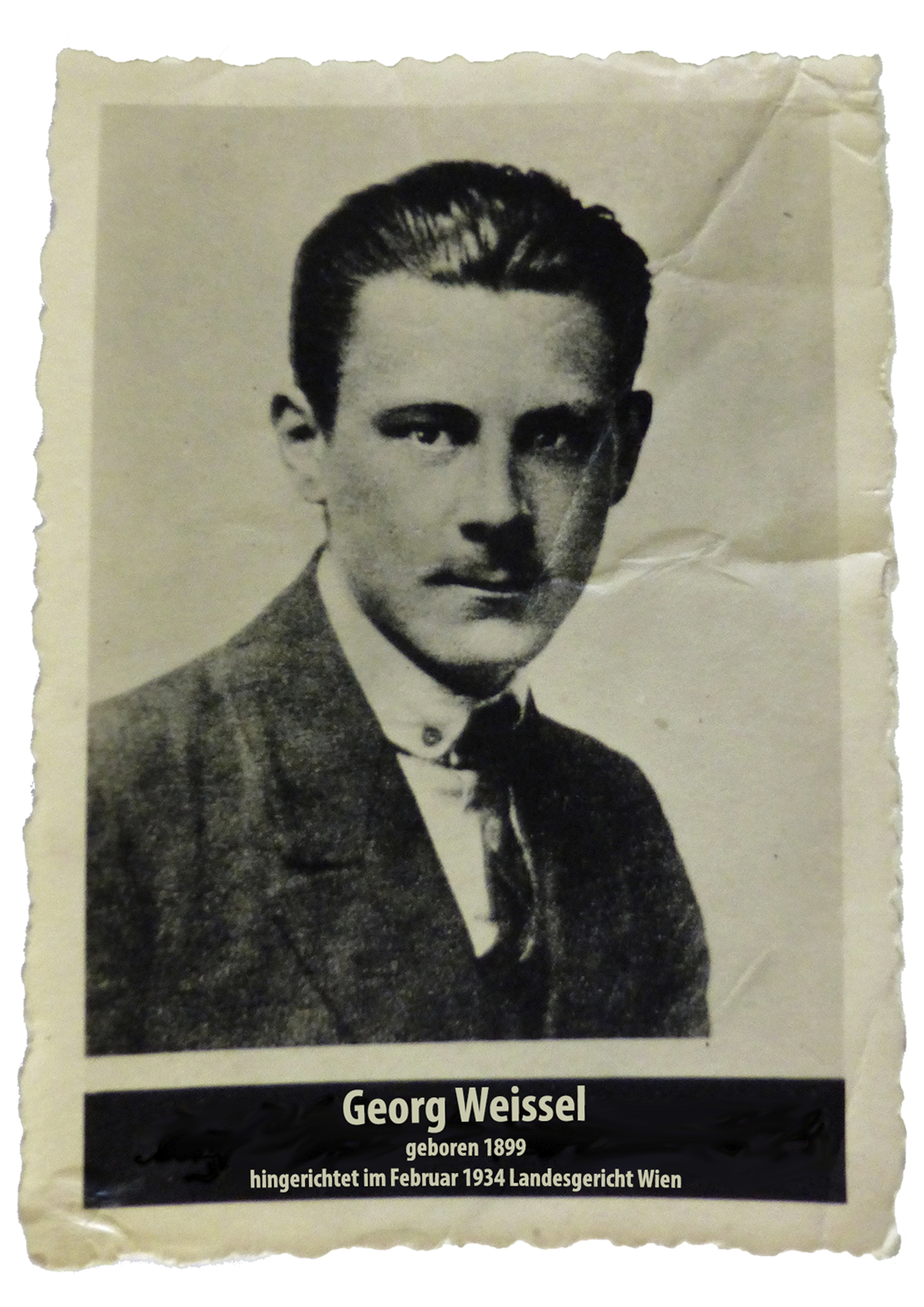
Abbildung von Georg Weissel

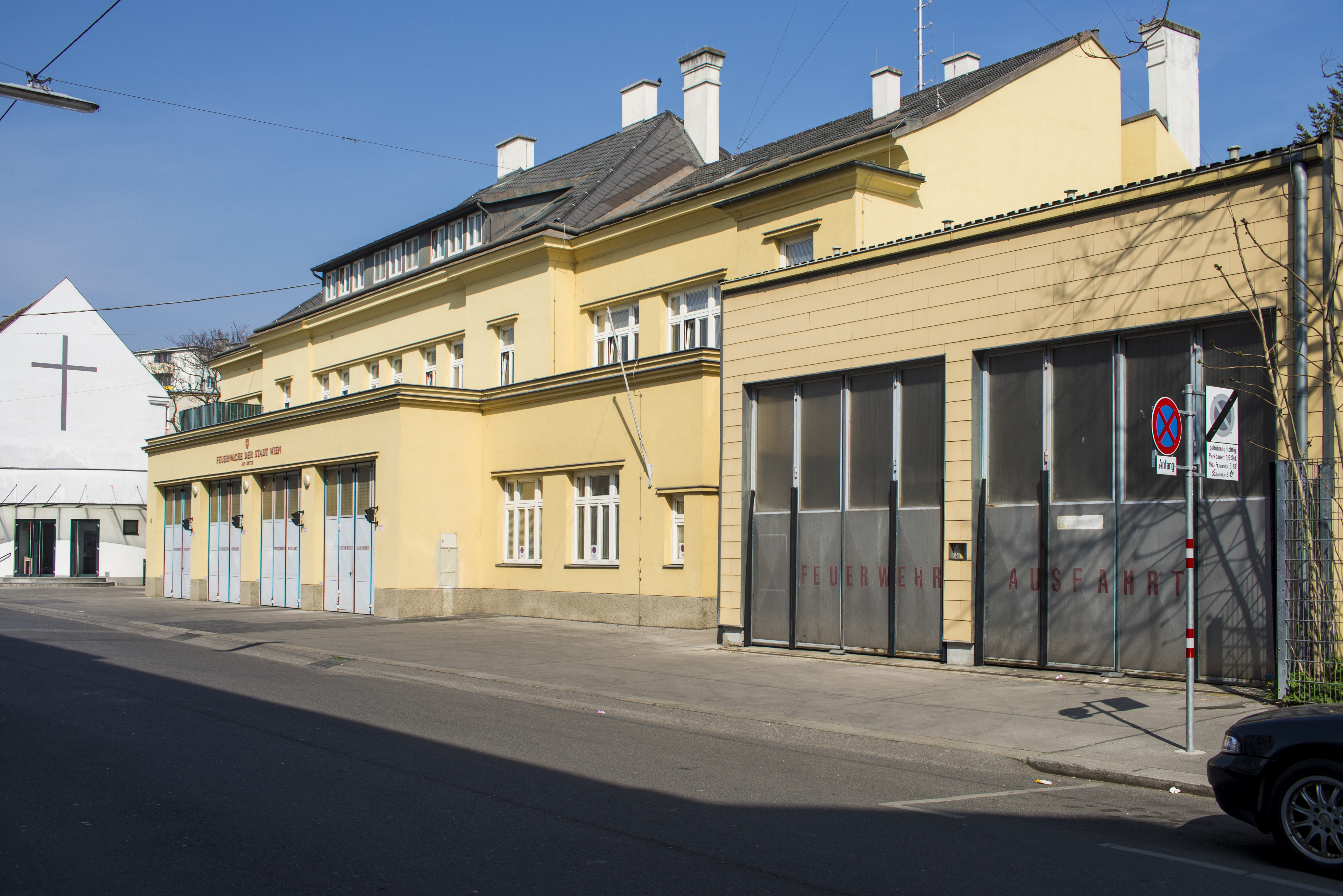
Feuerwache Am Spitz der Wiener Berufsfeuerwehr, die Weissel 1934 als damalige Hauptfeuerwache von Floridsdorf leitete

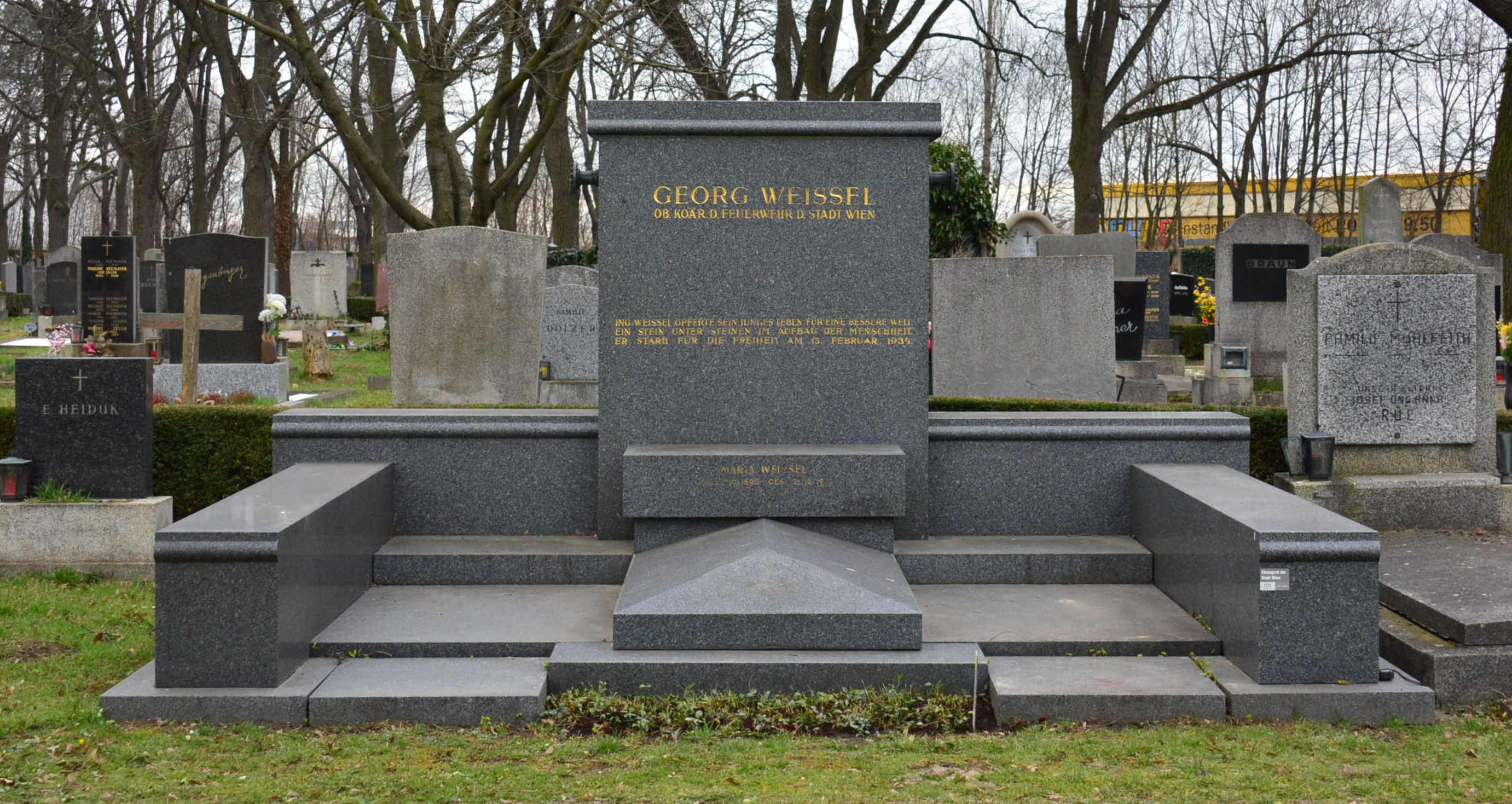
Das Grab von Georg Weissel

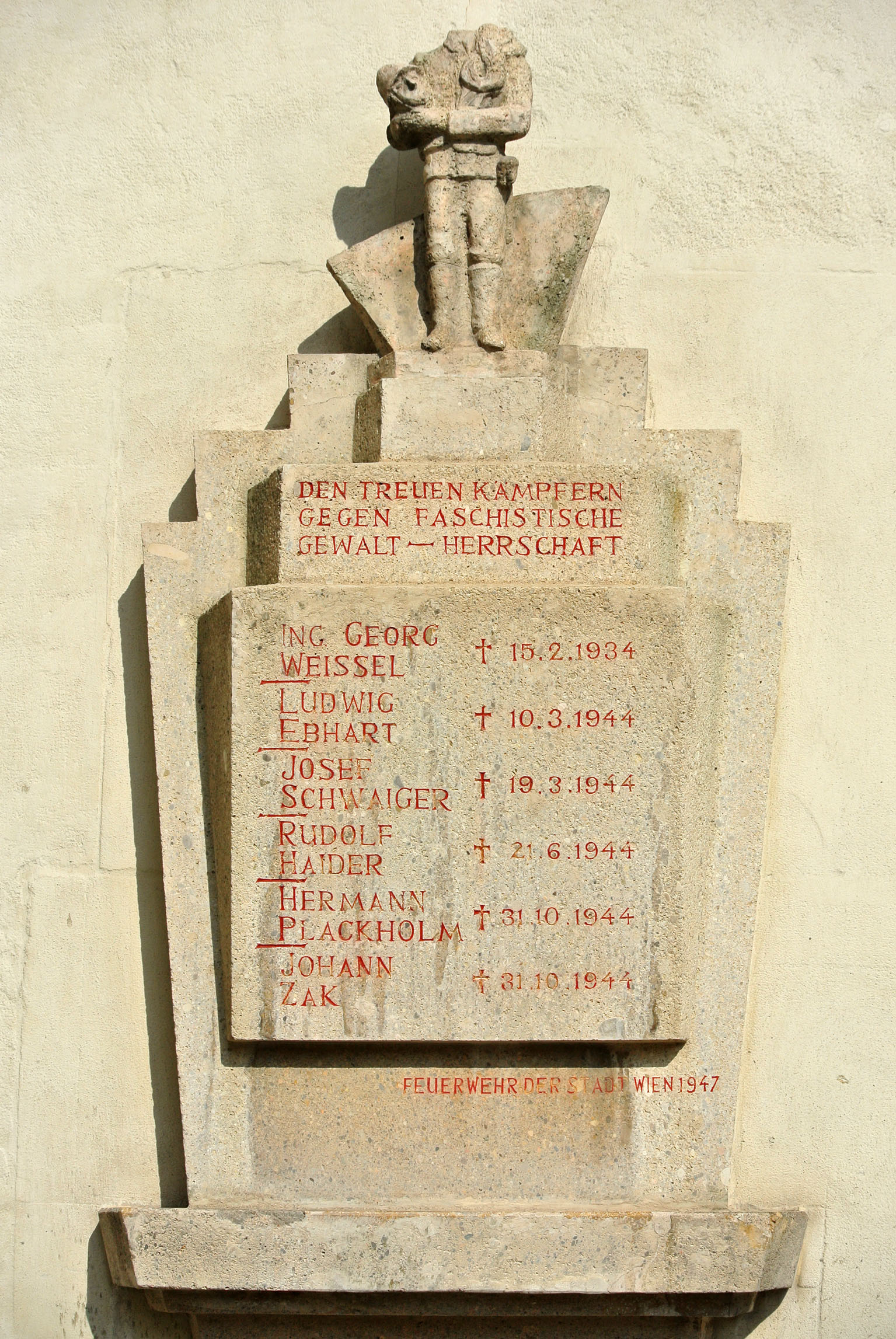
Gedenkstein der Zentralfeuerwache Am Hof, Wien Innere Stadt

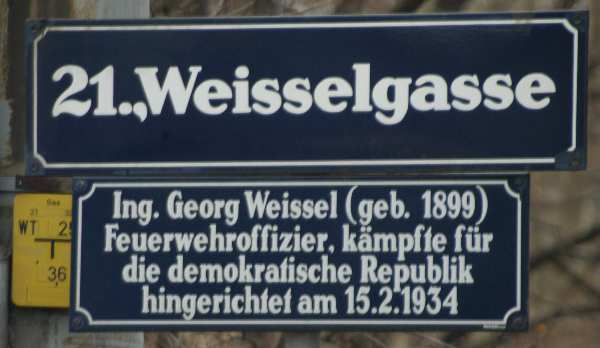
Straßentafel mit Zusatztafel

Georg Weissel (* 28. März 1899 in Wien; † 15. Februar 1934 ebenda) war ein österreichischer Chemiker und Offizier der Wiener Berufsfeuerwehr, zuletzt im Range eines Oberkommissärs. Er führte in den Februarkämpfen 1934 den Floridsdorfer Schutzbund an und wurde nach seiner Gefangennahme zum Tod verurteilt.

## Leben
Weissel wurde während seines Chemiestudiums an der Technischen Hochschule Wien Mitglied der Sozialistischen Studenten sowie der Naturfreunde. 1922 erwarb er mit Abschluss seines Studiums den Ingenieurstitel und trat 1925 in die Wiener Berufsfeuerwehr ein. Weissel war bereits ab 1927 Kommandant des Schutzbund-Abteilung der Wiener Feuerwehr, er zog sich aber wegen Streitigkeiten von dem Posten zurück. Erst im Jahr 1933, als der Schutzbund bereits von den Austrofaschisten verboten worden war, nahm er seine Tätigkeit in der Illegalität wieder auf.
Als Wachkommandant der Wiener Berufsfeuerwehr führte er am 13. Februar 1934 die Feuerwehrmänner des Wiener Bezirks Floridsdorf dabei an, bewaffneten Widerstand gegen die Sicherheitskräfte des Regimes Dollfuß zu leisten. Der Widerstand scheiterte. Die Bundessicherheitswache stürmte schließlich die Hauptfeuerwache in Floridsdorf. Weissel wurde festgenommen, wegen „Dienstverweigerung und Auflehnung“ angezeigt, von einem Standgericht im Landesgericht II zum Tode verurteilt und in den frühen Morgenstunden des 15. Februar 1934, gegen 1 Uhr, im Landesgericht Wien durch den Scharfrichter Johann Lang am Würgegalgen hingerichtet.
Weissel lebte mit seiner Familie zuletzt in der Kressgasse 3 im 21. Wiener Gemeindebezirk. Er  hinterließ seine Frau Maria und seinen Sohn Erwin. Erwin Weissel (1930–2005) wurde später Professor für Sozial-, Volkswirtschafts- und Finanzpolitik an der Universität Wien.

## Bestattung und Gedenken
Außer Weissel wurden in Wien nach den Februarkämpfen auch die Schutzbundkommandanten Emil Swoboda und Karl Münichreiter (welcher infolge der Kämpfe schwer verletzt war) gehängt. Die Leichen der Hingerichteten wurden nicht den Angehörigen übergeben, sondern unter Ausschluss der Öffentlichkeit anonym bestattet: Trotz aller Geheimhaltungsversuche informierte die im Untergrund verbreitete „Arbeiter-Zeitung“ am 8. April 1934 ihre Leser über die Gräber der Wiener Februargefallenen: „Mit Hilfe von Friedhofsarbeitern ist es gelungen, im Zentralfriedhof die Gräber Weissels und Münichreiters, die nach der Hinrichtung bei Nacht und Nebel verscharrt worden waren, aufzufinden. Weissels Grab befindet sich in der Gruppe 87, Reihe 42, Nummer 12; Münichreiters Grab liegt in der Gruppe 35, Reihe 25, Nummer 5.“ Münichreiters Witwe konnte schließlich durchsetzen, dass die Leiche ihres Mannes exhumiert und entsprechend seinem Willen in der Feuerhalle Simmering feuerbestattet wurde. Weissels Grab befindet sich nach wie vor an der erwähnten Stelle am Wiener Zentralfriedhof (3. Tor).
Seit 1947 erinnert das Denkmal für die vom Faschismus ermordeten Feuerwehrmänner an der Wiener Feuerwehrzentrale Am Hof an Weissel und an fünf Opfer der NS-Justiz, die Kommunisten Ludwig Ebhart, Josef Schwaiger, Rudolf Haider, Hermann Plackholm und Johann Zak. Das Denkmal wurde von Mario Petrucci gestaltet und zeigt einen enthaupteten Feuerwehrmann, der seinen Kopf im rechten Arm hält.
1948 wurde auf dem Zentralfriedhof ein Grabdenkmal für Georg Weissel errichtet. In Floridsdorf wurden nach dem Zweiten Weltkrieg die Weisselgasse neben der Hauptfeuerwache und der Georg-Weissel-Hof in der Gerichtsgasse, sowie das Weisselbad – ein inzwischen aufgelassenes Tröpferlbad – nach ihm benannt. Ebenso befindet sich in der Säulengasse in Wien-Alsergrund das Georg-Weissel-Heim.